# Mig og kærligheden
|  | Denne artikel er oprettet af botten Steenthbot ud fra en ekstern database. Den kan derfor have sproglige fejl eller mangler. Denne skabelon kan fjernes efter kontrol af indholdet. |

Mig og kærligheden er en dansk kortfilm fra 2014 instrueret af Martin Winther efter eget manuskript.

## Handling
En filminstruktør er blevet forladt af sin kæreste. Han laver en film om bruddet for at finde svar. Sammen med to unge skuespillere genindspiller han scener fra forholdet. Instruktøren er overbevist om, at han vil finde sine svar, men må erkende, at kærlighedens væsen ikke er så sort og hvidt.